# جان کودینگتون
جان کودینگتون (انگلیسی: John Coddington؛ زادهٔ ۱۶ دسامبر ۱۹۳۷) بازیکن فوتبال اهل بریتانیا است.
از باشگاه‌هایی که در آن بازی کرده‌است می‌توان به باشگاه فوتبال هادرزفیلد تاون، باشگاه فوتبال استوک‌پورت کانتی، و باشگاه فوتبال بلکبرن روورز اشاره کرد.